# Ilijna reka
Ilijna reka (bulgariska: Илийна река) är ett vattendrag i Bulgarien.   Det ligger i regionen Kjustendil, i den västra delen av landet, 60 km söder om huvudstaden Sofia.
I omgivningarna runt Ilijna reka växer i huvudsak blandskog. Runt Ilijna reka är det ganska tätbefolkat, med 111 invånare per kvadratkilometer.